# San José, Venustiano Carranza
San José är en ort i Mexiko.   Den ligger i kommunen Venustiano Carranza och delstaten Puebla, i den sydöstra delen av landet, 190 km nordost om huvudstaden Mexico City. San José ligger 161 meter över havet och antalet invånare är 757.
Terrängen runt San José är huvudsakligen kuperad, men åt nordväst är den platt. Runt San José är det ganska tätbefolkat, med 104 invånare per kvadratkilometer. Närmaste större samhälle är Venustiano Carranza, 7,2 km sydost om San José. Omgivningarna runt San José är en mosaik av jordbruksmark och naturlig växtlighet.